# 徳島オフレールステーション
徳島オフレールステーション（とくしまオフレールステーション）は、徳島県鳴門市撫養町大桑島にある日本貨物鉄道（JR貨物）の施設（オフレールステーション）である。

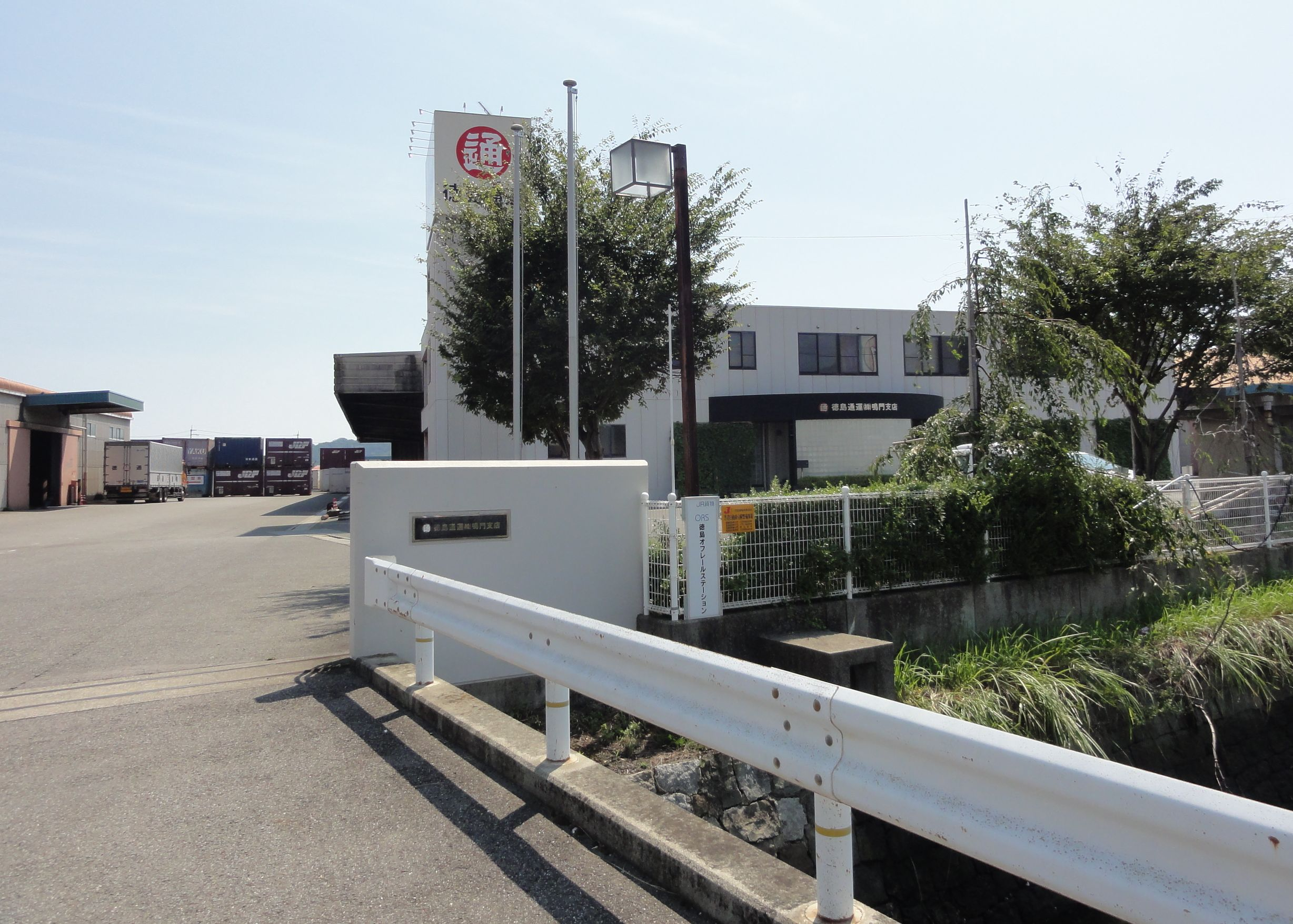
徳島オフレールステーション

## 概要
徳島県一帯のコンテナを集配し、拠点貨物駅へ発送する役割を持つ。コンテナ貨物（12ftコンテナ）を取扱っており、高松貨物ターミナル駅との間に1日2往復のトラック便が設定されている。

## 歴史
- 1899年（明治32年）2月16日 - 徳島駅が開業。
- 1986年（昭和61年）11月1日 - 徳島駅での貨物の取扱を廃止。代替施設徳島コンテナセンターを設置。
- 1987年（昭和62年）4月1日 - 国鉄分割民営化により、コンテナセンターはJR貨物が継承。
  - 1997年5月までに、徳島駅構内から現在地に移転。跡地は再開発され「フレシアとくしま」となっている。
- 2006年（平成18年）4月1日 - 徳島オフレールステーションに改称。

## 施設周辺
- 国道28号
- 四国旅客鉄道（JR四国）鳴門駅
- 高速鳴門バスストップ
- パワーシティ鳴門
- 小鳴門海峡

## 所在地等
- 〒772-0011 徳島県鳴門市撫養町大桑島字濘岩浜41
- 「最寄駅」としては鳴門駅となるが、施設自体は徳島駅に存在したものを引き継いでいるため、運賃計算等は徳島駅を基準としている。